# Inteligencja kognitywna
Inteligencja kognitywna (lub kognitywistyczna) – zdolność do myślenia skutecznego w szczególności w sytuacjach nieprzewidywanych i niepewnych, innymi słowy to zdolność wykorzystania własnej wiedzy i informacji na sposób podobny do rozumowania ludzkiego, tzn. niekorzystający z wyrafinowanych obliczeń komputerowych i formalnych teorii matematycznych.
Wymaga ona jednak umiejętności stawiania celów, uczenia się, planowania i myślenia o własnym myśleniu.
Podstawowym sprawdzianem inteligencji kognitywistycznej jest skuteczność podejmowania decyzji w sytuacjach „życiowych”.
Inteligencja kognitywna jest obiektem studiów i modelowań do wyjaśniania zachowań ludzkich i do projektowania różnych form współpracy między człowiekiem i komputerem/robotem – Interakcja Kognitywna Człowiek–Komputer (ang. Human–Computer Cognitive Interaction).
W dziedzinie informatyki i kognitywistyki, obliczeniowa/komputerowa inteligencja kognitywna  rozwijana jest albo subsymbolicznie przez modelowanie procesów neuronalnych – badając własności mózgu lub symbolicznie, jako rozumowanie na pojęciach – badając w ten sposób własności umysłu niezależnie od ich możliwych fizycznych realizacji.